# Svensk Fastighetsförmedling
Svensk Fastighetsförmedling är en svensk fastighetsmäklarkedja. Företaget grundades 1937 i Linköping av Eric H Lundgren och förmedlar villor, fritidshus, bostadsrätter, kommersiella fastigheter och lantbruk. Svensk Fastighetsförmedling har omkring 1200 medarbetare fördelade på cirka 230 butiker runt om i Sverige. Butikerna drivs av kedjans cirka 200 franchisetagare.
År 2019 omsatte moderbolaget omkring 151 miljoner kronor.
Verkställande direktör är sedan 1 februari 2019 Liza Nyberg.